# Abomasitis
L'abomasitis és una malaltia relativament rara dels remugants que es caracteritza per una inflamació del quall en els vedells, xais i cabres joves. Es dona conjuntament amb la gastroenteritis, però rarament es diagnostica per separat, i encara se'n desconeixen les causes. La seva taxa de letalitat és incerta però sembla de 75-100%.